# Гавань (фільм)
«Гавань» — кримінальна драма, ролі у якому виконали Орландо Блум, Зої Салдана, Віктор Расук, Білл Пекстон, Стівен Діллейн.

## Сюжет
Американський бізнесмен Карл Рідлі тікає на Кайманові Острови. Разом з ним їде його дочка Піппа, яка знайомиться з легковажним Фрітцем і потрапляє під його вплив. Удвох вони вирушають на вечірку, на якій випадково був простий робітник Шай. Він закоханий в доньку свого керівника Андреа. Родина дівчини проти стосунків, але вони однаково таємно зустрічаються.

## У ролях
| Актор            | Роль            |
| ---------------- | --------------- |
| Орландо Блум     | Шай             |
| Зої Салдана      | Андреа          |
| Віктор Расук     | Фрітц           |
| Білл Пекстон     | Карл Рідлі      |
| Стівен Діллейн   | Аллен           |
| Разаак Адотті    | Річі Річ        |
| Агнес Брукнер    | Піппа           |
| Джой Браянт      | Шейла           |
| Боббі Каннавале  | лейтенант       |
| Роберт Віздом    | містер Стерлінг |
| Ентоні Макі      | Гаммер          |
| Сантьяго Кабрера | Джин            |
| Рейчел Майнер    | Єва             |

## Створення фільму

### Виробництво
Зйомки фільму проходили на Кайманових Островах.

### Знімальна група
- Кінорежисер — Френк І. Флауерс
- Сценарист — Френк І. Флауерс
- Кінопродюсери — Роббі Бреннер, Боб Ярі
- Композитор — Гейтор Перейра
- Кінооператор — Майкл Бернард
- Кіномонтаж — Пітер Крістеліс
- Художник-постановник — Деміен Бірн
- Артдиректори — Джон Депрудхоу
- Художник по костюмах — Боббі Рід
- Підбір акторів — Кассандра Кулукундіс[1].

## Сприйняття
Фільм отримав переважно негативні відгуки. На сайті Rotten Tomatoes оцінка стрічки становить 15 % на основі 62 відгуків від критиків (середня оцінка 3,9/10) і 60 % від глядачів із середньою оцінкою 3,2/5 (21 505 голосів). Фільму зарахований «гнилий помідор» від кінокритиків та «попкорн» від глядачів, Internet Movie Database — 5,9/10 (6 068 голосів), Metacritic — 37/100 (19 відгуків критиків) і 6,2/10 від глядачів (11 голосів).